# ستوي (إلينوي)
ستوي (بالإنجليزية: Stoy)‏ هي منطقة سكنية تقع في الولايات المتحدة في مقاطعة كراوفورد، إلينوي. يقدر عدد سكانها بـ 104 نسمة وترتفع عن سطح البحر 151 متر.

## الموقع الجغرافي
الموقع الجغرافي للمناطق المحيطة بهذه النقطة هو كالتالي: